# 达尔纽斯
达尔纽斯，是西班牙加泰罗尼亚赫罗纳省的一个市镇。总面积35平方公里，总人口534人（2014年），人口密度15人/平方公里。当地经济传统上以农业为主，现在旅游业也在兴起。